# Broadway (Theater)
Der Broadway in New York City ist das Theaterviertel in Midtown Manhattan. Er liegt am Times Square zwischen der 41. und der 53. Straße sowie zwischen der Sixth und der Ninth Avenue und wird von der namensgebenden Straße durchquert. In diesem Viertel gibt es 41 große Theater. Ein „großes“ Theater bietet Platz für 500 oder mehr Zuschauer, die meisten Broadwaytheater haben weit über tausend Plätze.
Theater im „Theater District“ von Manhattan und in der übrigen City mit weniger als 500 Sitzplätzen werden heute als Off-Broadway- bzw. Off-Off-Broadway-Theater bezeichnet. Broadway-Theater haben üblicherweise kein Repertoiresystem, sondern zeigen jeweils nur ein Musical oder ein Theaterstück, und dieses täglich, auch mehrmals. Die Spieldauer dieser Stücke ist in der Regel nicht festgelegt (Ausnahme: sogenannte „strictly limited runs“), sondern richtet sich nach der Beurteilung durch Kritik und Publikum. Das bisher am längsten gespielte Stück Das Phantom der Oper von Andrew Lloyd Webber lief von 1988 bis 2023 (außer während der Pandemie) ununterbrochen und wurde fast 14.000 Mal aufgeführt. 
Aufgrund der großzügigen Beleuchtung der Straße und des Platzes wird der Broadway auch The Great White Way genannt.

## Geschichte

### Empire Theater
Das erste Theater, das vom vorherigen Theaterviertel am Herald Square zum Times Square umzog, war das Empire Theater. Der Impresario Charles Frohman ließ das Gebäude 1893 mit etwa 1000 Sitzplätzen erbauen. Es lag direkt gegenüber dem 1883 eröffneten Opernhaus der Metropolitan, an dessen altem Standort zwischen der 39. und 40. Straße.

### Theatrical Syndicate
Mit Frohman begann in vielerlei Hinsicht eine neue Zeit. Nicht nur, dass er im Jahr 1915 in New York sechs, in London fünf und über 200 Theater in den gesamten Vereinigten Staaten besaß, er veränderte auch die Art des Theatergeschäfts. Zusammen mit weiteren Geschäftsmännern gründete er 1896 das Theatrical Syndicate. Während zuvor Schauspieler ihre Touren durch die USA nach eigenen Vorstellungen gestaltet hatten, konnten seitdem Theatermanager, Produzenten und Schauspieler ihre Termine im Voraus sicher planen. Damit konnten Frohman und die anderen Theaterbesitzer ein Stück nach ihren eigenen Vorstellungen mit Schauspielern besetzen. So entstand ein System, das später beim Film als Starsystem bezeichnet wurde.

### Theatergründungen

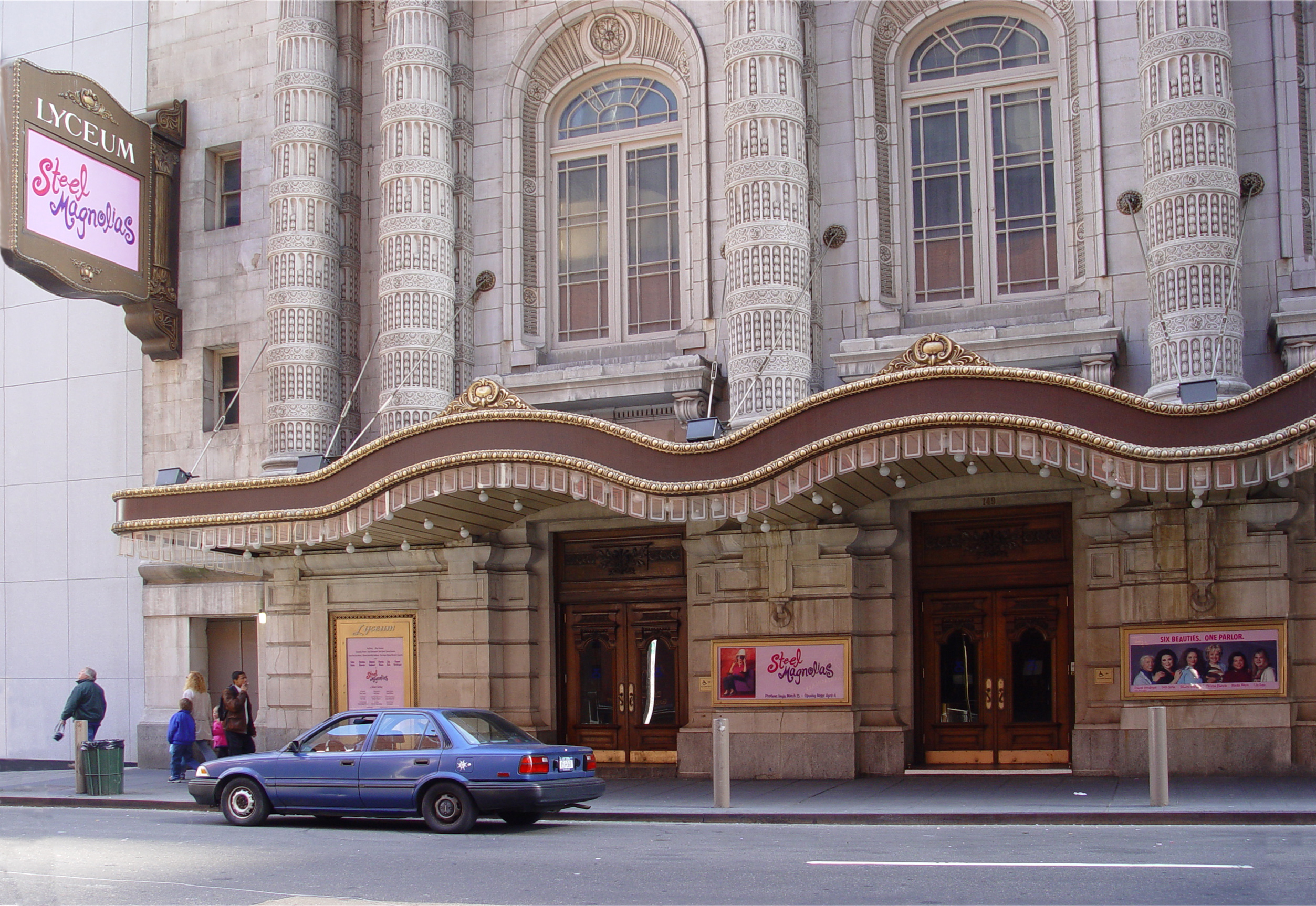
Lyceum, das älteste im Betrieb befindliche Theater am Broadway

Der Broadway erlebte zwischen 1910 und 1930 eine Vielzahl von Theater-Neugründungen. Das älteste, ununterbrochen bespielte Theater aus dieser Zeit ist das am 2. November 1903 eröffnete Lyceum. Es hieß zunächst New Lyceum Theatre, da das ursprüngliche Lyceum Theater aus dem Jahr 1885 an der 45. Straße, Ecke Broadway wegen des Neubaus abgerissen wurde. Es war auch das erste Theater am Broadway, das im gesamten Gebäude von Thomas Alva Edison eingebautes elektrisches Licht besaß.

### Krise und New Deal
Die Great Depression in den 1930er Jahren und der aufkommende Tonfilm führten den Broadway in eine schwere Krise und verlangten eine Neuorientierung des Theaters. Im Rahmen des sogenannten New Deal gab es zwischen 1935 und 1939 finanzielle Hilfen von über 46 Millionen Dollar zur Finanzierung von mehr als tausend Produktionen.
Die Schaffung der Tony Awards 1947 verdeutlichte den Wunsch der Theater am Broadway, die Qualität ihrer Stücke zu verbessern. In den 1940er Jahren gab es mit neuen Off-Broadway-Theatern in Greenwich Village erste Ansätze, um ein neues Publikum anzusprechen.

### Off-Broadway, Off-Off-Broadway
Neben den Broadway-Theatern gibt es pro Jahr noch etwa 1500 Off-Broadway- und Off-Off-Broadway-Aufführungen. Ursprünglich war die Einteilung von Broadway zu Off- und Off-Off-Broadway wörtlich zu nehmen: Broadway-Theater lagen direkt am „Great White Way“, Off-Broadway-Bühnen befanden sich etwas abseits, und ganz außerhalb des „Theater district“ gab es Off-Off-Broadway-Theater. Je größer die Entfernung zum Broadway, desto billiger waren die Theater zu mieten. So dienten Off-Broadway-Produktionen häufig als Testlauf für neue Stücke, die bei entsprechendem Erfolg an den Broadway transferiert wurden (etwa Hair oder A Chorus Line). Diese Einteilung der Spielstätten hat sich seither verändert: Ein New Yorker Theater gilt heute – selbst wenn es etwas abseits vom Broadway liegt – als Broadway-Theater, wenn es über 500 Sitzplätze hat; bei einem Fassungsvermögen zwischen 100 und 500 Zuschauern spricht man von einem Off-Broadway-Theater, darunter von einem Off-Off-Broadway-Theater.

### Theatersterben, Aufbruch
In den 1980er Jahren gab es ein Theatersterben am Broadway, aber durch städtebauliche Maßnahmen, Sparmaßnahmen und die Verpflichtung großer Namen wurde die Krise überwunden. 1988 entschied die New York Landmarks Preservation Commission, den meisten historischen Theatergebäuden den Status „Historic sites“ zu verleihen.
Die Bühnenindustrie des Broadway, die traditionell die bedeutendste und umsatzstärkste des Landes ist, war für die Filmindustrie Hollywoods seit jeher eine Hauptressource und Teststrecke für Filmstoffe. Zahllose Hollywood-Drehbücher sind Adaptionen erfolgreicher Broadway-Bühnenstücke.
Auch die personellen Verflechtungen zwischen Broadway und Hollywood sind beträchtlich. Trotz der großen Unterschiede im Profil dieser beiden Berufe haben viele Filmschauspieler ihre Laufbahn als Bühnendarsteller am Broadway begonnen, so zum Beispiel Groucho Marx, Charlton Heston, Robert Redford, Orson Welles, Katharine Hepburn, Burt Lancaster, James Dean, Marlon Brando, Gene Hackman und Grace Kelly. Andere sind erst in Hollywood bekannt geworden und haben sich dann gelegentlich am Broadway erprobt, wie beispielsweise Elizabeth Taylor und Angela Lansbury.

### Pandemie

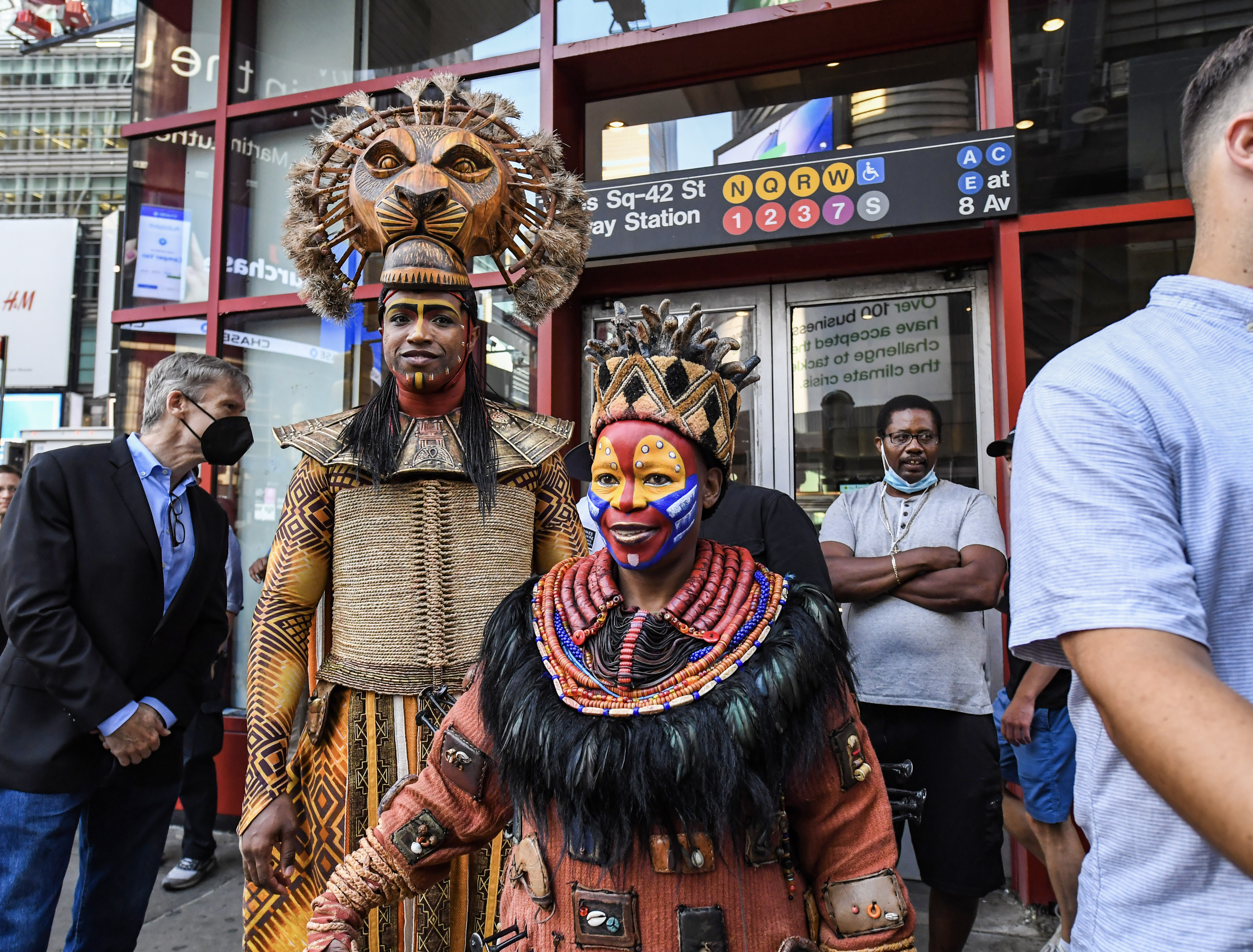
14. September 2021: Darsteller aus Lion King werben für die Wiedereröffnung des Theaterbetriebs

Die COVID-19-Pandemie war das einschneidendste Ereignis der jüngeren Geschichte für den Broadway. Ab dem 12. März 2020 waren alle Theater für mehrere Monate geschlossen. Am 26. Juni 2021 eröffnete Springsteen on Broadway als erste Produktion ihre Tore wieder. Im September folgten dann weitere Darbietungen.

## Erfolgreiche Musicals am Broadway
Große Broadwayerfolge (Auswahl):
| - Anatevka (Fiddler on the Roof) - Avenue Q - The Book of Mormon - Cabaret - La Cage Aux Folles - Cats - Chicago - A Chorus Line - 42nd Street | - Grease - Hairspray - Hamilton - Hello, Dolly! - Der König der Löwen (The Lion King) - Mamma Mia! - Mary Poppins - My Fair Lady - Les Misérables | - Miss Saigon - Oklahoma! - Das Phantom der Oper (Phantom of the Opera) - The Producers - RENT - Die Schöne und das Biest (Beauty and the Beast) - Sweeney Todd - West Side Story - Wicked |

## Theatergebäude und aktuelle Inszenierungen
| Theater                      | Adresse                           | Plätze | Besitzer/Betreiber         | Aktuelles Stück                    | Typ        | Eröffnung      | Abschluss     |
| ---------------------------- | --------------------------------- | ------ | -------------------------- | ---------------------------------- | ---------- | -------------- | ------------- |
| Al Hirschfeld Theatre        | W. 45th St. (No. 302)             | 1424   | Jujamcyn Theaters          | Moulin Rouge                       | Musical    | 25. Juli 2019  | offen         |
| Ambassador Theatre           | W. 49th St. (No. 219)             | 1125   | Shubert Organization       | Chicago                            | Musical    | 14. Nov. 1996  | offen         |
| American Airlines Theatre    | W. 42nd St. (No. 227)             | 740    | Roundabout Theatre Company | I need that                        | Schauspiel | 13. Okt. 2023  | 23. Dez. 2023 |
| August Wilson Theatre        | W. 52nd St. (No. 245)             | 1228   | Jujamcyn Theaters          | Funny Girl                         | Musical    | 24. Apr.2022   | 05. Sep. 2023 |
| Belasco Theatre              | W. 44th St. (No. 111)             | 1018   | Shubert Organization       | Girl From the North Country        | Musical    | 5. März 2020*  | offen         |
| Bernard B. Jacobs Theatre    | W. 45th St. (No. 242)             | 1078   | Shubert Organization       | Betrayal                           | Play       | 5. Sep. 2019*  | 8. Dez. 2019  |
| Booth Theatre                | W. 45th St. (No. 222)             | 766    | Shubert Organization       | Freestyle Love Supreme             | Musical    | 2. Okt. 2019*  | 5. Jan. 2020  |
| Broadhurst Theatre           | W. 44th St. (No. 235)             | 1186   | Shubert Organization       | Jagged Little Pill                 | Musical    | 5. Dez. 2019*  | offen         |
| Broadway Theatre             | W. 53rd St & Broadway (No. 1681)  | 1761   | Shubert Organization       | King Kong                          | Musical    | 8. Nov. 2018   | 18. Aug. 2019 |
| Brooks Atkinson Theatre      | W. 47th St. (No. 256)             | 1094   | Nederlander Organization   | Waitress                           | Musical    | 24. Apr. 2016  | 5. Jan. 2020  |
| Circle in the Square Theatre | W. 50th St. (No. 235)             | 840    | unabhängig                 | Oklahoma!                          | Musical    | 7. Apr. 2019   | 19. Jan. 2020 |
| Cort Theatre                 | W. 48th St. (No. 138)             | 1084   | Shubert Organization       | Derren Brown: Secret               | Play       | 15. Sep. 2019* | 4. Jan. 2020  |
| Ethel Barrymore Theatre      | W. 47th St. (No. 243)             | 1096   | Shubert Organization       | The Inheritance                    | Play       | 17. Nov. 2019* | offen         |
| Eugene O’Neill Theatre       | W. 49th St. (No. 230)             | 1066   | Jujamcyn Theaters          | The Book of Mormon                 | Musical    | 24. März 2011  | offen         |
| Gerald Schoenfeld Theatre    | W. 45th St. (No. 236)             | 1079   | Shubert Organization       | Come from Away                     | Musical    | 12. März 2017  | offen         |
| Gershwin Theatre             | W. 51st St. (No. 222)             | 1933   | Nederlander Organization   | Wicked                             | Musical    | 30. Okt. 2003  | offen         |
| Helen Hayes Theatre          | W. 44th St. (No. 240)             | 597    | Second Stage Theater       | What the Constitution Means To Me  | Play       | 31. März 2019  | 24. Aug. 2019 |
| Hudson Theatre               | W. 44th St. (No. 141)             | 975    | Ambassador Theatre Group   | Sea Wall / A Life                  | Play       | 8. Aug. 2019*  | 29. Sep. 2019 |
| Imperial Theatre             | W. 45th St. (No. 249)             | 1443   | Shubert Organization       | Ain’t Too Proud                    | Musical    | 21. März 2019  | offen         |
| John Golden Theatre          | W. 45th St. (No. 252)             | 805    | Shubert Organization       | Slave Play                         | Play       | 6. Okt. 2019*  | 5. Jan. 2020  |
| Longacre Theatre             | W. 48th St. (No. 220)             | 1091   | Shubert Organization       | The Prom                           | Musical    | 15. Nov. 2018  | 11. Aug. 2019 |
| Lunt-Fontanne Theatre        | W. 46th St. (No. 205)             | 1519   | Nederlander Organization   | Manilow Broadway                   | Konzert    | 26. Juli 2019  | 17. Aug. 2019 |
| Lyceum Theatre               | W. 45th St. (No. 149)             | 922    | Shubert Organization       | Be More Chill                      | Musical    | 10. März 2019  | 11. Aug. 2019 |
| Lyric Theatre                | W. 43rd St. (No. 214)             | 1622   | Ambassador Theatre Group   | Harry Potter and the Cursed Child  | Schauspiel | 22. Apr. 2018* | offen         |
| Majestic Theatre             | W. 44th St. (No. 245)             | 1645   | Shubert Organization       | The Phantom of the Opera           | Musical    | 26. Jan. 1988  | 16. Apr. 2023 |
| Marquis Theatre              | W. 46th St. (No. 210)             | 1612   | Nederlander Organization   | Tootsie                            | Musical    | 23. Apr. 2019  | offen         |
| Minskoff Theatre             | W. 45th St. (No. 200)             | 1710   | Nederlander Organization   | The Lion King                      | Musical    | 13. Nov. 1997  | offen         |
| Music Box Theatre            | W. 45th St. (No. 239)             | 1009   | Shubert Organization       | Dear Evan Hansen                   | Musical    | 4. Dez. 2016   | offen         |
| Nederlander Theatre          | W. 41st St. (No. 208)             | 1235   | Nederlander Organization   | Pretty Woman: The Musical          | Musical    | 16. Aug. 2018* | 18. Aug. 2019 |
| Neil Simon Theatre           | W. 52nd St. (No. 250)             | 1467   | Nederlander Organization   | The Cher Show                      | Musical    | 3. Dez. 2018   | 18. Aug. 2019 |
| New Amsterdam Theatre        | W. 42nd St. (No. 214)             | 1747   | Disney Theatrical Group    | Aladdin                            | Musical    | 20. März 2014  | offen         |
| Palace Theatre               | W. 47th St. & Broadway (No. 1564) | 1743   | Nederlander Organization   |                                    |            |                |               |
| Richard Rodgers Theatre      | W. 46th St. (No. 226)             | 1400   | Nederlander Organization   | Hamilton                           | Musical    | 6. Aug. 2015   | offen         |
| St. James Theatre            | W. 44th St. (No. 246)             | 1709   | Jujamcyn Theaters          | Frozen                             | Musical    | 22. März 2018  | offen         |
| Samuel J. Friedman Theatre   | W. 47th St. (No. 261)             | 650    | Manhattan Theatre Club     | The Height of the Storm            | Schauspiel | 24. Sep. 2019* | offen         |
| Shubert Theatre              | W. 44th St. (No. 225)             | 1460   | Shubert Organization       | To Kill a Mockingbird              | Schauspiel | 13. Dez. 2018  | offen         |
| Stephen Sondheim Theatre     | W. 43rd St. (No. 124)             | 1055   | Roundabout Theatre Company | Beautiful: The Carole King Musical | Musical    | 12. Jan. 2014  | 27. Okt. 2019 |
| Studio 54                    | W. 54th St. (No. 254)             | 1006   | Roundabout Theatre Company | The Sound Inside                   | Schauspiel | 17. Okt. 2019* | offen         |
| Vivian Beaumont Theater      | W. 65th St. (No. 150)             | 1080   | Lincoln Center Theatre     | The Great Society                  | Schauspiel | 6. Sep. 2019*  | 30. Nov. 2019 |
| Walter Kerr Theatre          | W. 48th St. (No. 219)             | 945    | Jujamcyn Theaters          | Hadestown                          | Musical    | 17. Apr. 2019  | offen         |
| Winter Garden Theatre        | W. 50th St. & Broadway (No. 1634) | 1526   | Shubert Organization       | Beetlejuice                        | Musical    | 25. Apr. 2019  | offen         |

Anmerkung: Wenn ein Theater gerade kein Stück zeigt, ist das nächste geplante Stück angegeben und das Datum mit einem Stern (*) versehen. Ist das nächste geplante Stück noch nicht offiziell angekündigt, werden die entsprechenden Felder leer gelassen. Die Anzahl der vorhandenen Sitzplätze bezieht sich auf die entsprechende Angabe in der Internet Broadway Database.